# Бастион
Бастион се нарича конструкция, която е издадена навън от линията на основното укрепление и е разположена в двата края на права крепостна стена, оказвайки активна дефанзива срещу нападащи сили. Позволява на защитниците да обстрелват врага, когато се намира на близкостоящ бастион или крепостна стена.
Бастионът е предназначен да предлага пълен обсег за обстрел на щурмуващи сили. Предишни фортификационни съоръжения са успешни само в определен периметър. Бастионът решава този проблем. Използвайки отделни оръдия да покриват крепостната част на стената, централното оръдие може да се концентира върху идващи вражески войски.